# Muntligt berättande
Muntligt berättande är att muntligt, med egna ord, skildra en berättelse eller ett händelseförlopp. Detta sker oftast fritt ur minnet och genom improvisation eller försköning.

## Historia
I alla tider och över hela världen har det muntliga berättandet varit en naturlig del av det mänskliga umgänget. Man har berättat till vardags och till fest. I många äldre kulturer kan grottmålningar fungerat som hjälpmedel för muntligt berättande. Aboriginerna i Australien målade symboler från historier på grottväggar för att hjälpa berättaren att komma ihåg historien. Dessa historier berättades sedan genom en kombination av muntligt berättande, musik, grottmålningar och dans.
I de gamla jordbrukssamhällena kunde många människor släktens och bygdens berättelser, samtidigt fanns det traditionsbärare som berättade de längre sagorna, myterna och legenderna. Syftet var att underhålla, men också  att förmedla kunskap och värderingar. Under 1900-talet höll det muntliga berättandet på att försvinna i stora delar av den industrialiserade världen, bland annat i USA  och Västeuropa. Det levande mötet mellan berättare och lyssnare, ersattes först med det skrivna ordet, så med ett tekniskt berättande - film, teve, radio och senare internet och datorer. Kvar blev bara en skärva av det muntliga berättandet, i form av moderna vandringssägner, vitsar och vardagens berättelser.

## Det muntliga berättandet i modern tid
I slutet av 1900-talet väcktes det  en medvetenhet om att en av människans mest ursprungliga kulturformer höll på att dö ut i många länder. Det började berättas igen. Gamla berättelser letades fram och nya skapades. Idag berättas det kanske mer än någonsin, till exempel på festivaler och berättarscener.

### Några exempel på vad som berättas
- Traditionella berättelser, så som sagor, sägner, folksagor, myter, legender, fabler etc.

- Livsberättelser, exempelvis egna och andras minnen.
- Biografier
- Påhittade berättelser
- Företagets eller organisationens berättelser

## Det muntliga berättandet  i Sverige
Sverige var definitivt ett av de länder där det muntliga berättandet höll på att dö ut. Numera berättas det muntligt i en mängd olika sammanhang. Några exempel:
- Scenberättande. Mer eller mindre professionella berättare ger föreställningar på olika scener
- Berättarkaféer. I fikavänlig miljö, delar deltagarna med sig av sina livsberättelser.
- Berättarfestivaler. Det finns just nu två stora berättarfestivaler, en i Ljungby och en i Skellefteå.
- I skola och förskola.
- Inom sjukvård [4]och socialtjänst
- I näringslivet. Går under namnet Corporate Storytelling
- På bibliotek
- På museer[5]

### Pedagogiskt berättande
Att undervisa med berättelsernas hjälp är en urgammal metod. Idag används den alltmer. Muntligt berättande finns med i skolans kursplaner i svenska och i svenska som andraspråk. Skolverket tar också upp vikten av muntligt berättande i förskolan. Det finns universitetskurser i ämnet och det finns flera exempel på lärarutbildningar som undervisar i hur man muntligt kan använda berättelsen och berättandet som ett pedagogiskt verktyg.

## Sagor och sägner
På tyska finns ett uttryck ”Märchen und Sagen”. "Märchen" är det tyska ordet för "saga" eller "folksaga". Det används för att beskriva traditionella berättelser och sagor som ofta innehåller övernaturliga element och moraliska lektioner.
"Sagen" å andra sidan syftar på legender eller sägner som är baserade på verkliga eller historiska händelser, men har ofta blivit förändrade eller förskönade genom muntlig tradition.
Tradering (efter latinets tradere, 'överlämna') är ordet för en muntlig berättande vidarebefordran av texter, kunskap och annan kultur till senare generationer. Ordet är kopplat till tradition.